# 唐古拉点地梅
唐古拉点地梅（学名：Androsace tanggulashanensis）为报春花科点地梅属下的一个种。

## 扩展阅读
- 維基物種上的相關：唐古拉点地梅